# 山名時豊
山名 時豊（やまな ときとよ、？-明応2年7月13日（1493年8月24日）？）は、室町時代の武将。山名氏の一族。山名宗全の5男。通称は次郎（二郎）、後に弾正忠と称する。

## 生涯
時豊の詳しい生涯は不明点が多いが、文明11年（1479年）に因幡国で発生した毛利次郎の乱において鎮圧に加わった「山名次郎」は系譜（池田家所蔵『山名系図』）から、時豊のことと推定される。
その後も甥にあたる山名政豊に従って赤松政則討伐に出陣するが、山名軍が苦戦に陥った長享元年（1487年）に入ると、弾正を称していた時豊の軍が突然但馬に引き上げてしまう。これに激怒した政豊は備後国にあった時豊の所領を山内豊通に与えている。
政豊の播磨遠征が失敗した後、山名氏の家中に政豊を廃して嫡男の俊豊を擁立する動きが高まるがこの動きに時豊も関与していたらしく、明応2年（1493年）に政豊が俊豊側の拠点であった無南垣城を攻略した時の記録として、同年7月13日に霜台が腹を切り、塩冶豊綱や村上豊隆らが討死したとする記録がある。これまで、霜台＝弾正少弼俊豊とも言われていたが、俊豊はその後も健在な上、出典となる同日条の文中には「少弼」の名前で俊豊が登場しているため、別人の可能性が高い。当時、山名一族で俊豊以外に弾正台（霜台）系の官途名を称していたのは弾正忠時豊しかいないため、この時自害したのは時豊であった可能性が高い。